# Сен-Морис-пре-Крок
Сен-Мори́с-пре-Крок (фр. Saint-Maurice-près-Crocq) — коммуна во Франции, находится в регионе Лимузен. Департамент коммуны — Крёз. Входит в состав кантона Крок. Округ коммуны — Обюссон.
Код INSEE коммуны — 23218.

## Население
Население коммуны на 2010 год составляло 117 человек.
| 1962 | 1968 | 1975 | 1982 | 1990 | 1999 | 2010 |
| ---- | ---- | ---- | ---- | ---- | ---- | ---- |
| 238  | 225  | 210  | 158  | 130  | 115  | 117  |

## Экономика
В 2010 году среди 65 человек трудоспособного возраста (15—64 лет) 46 были экономически активными, 19 — неактивными (показатель активности — 70,8 %, в 1999 году было 68,2 %). Из 46 активных жителей работали 42 человека (25 мужчин и 17 женщин), безработных было 4 (1 мужчина и 3 женщины). Среди 19 неактивных 4 человека были учениками или студентами, 10 — пенсионерами, 5 были неактивными по другим причинам.